# Saint-Restitut
Saint-Restitut är en kommun i departementet Drôme i regionen Auvergne-Rhône-Alpes i sydöstra Frankrike. Kommunen ligger i kantonen Saint-Paul-Trois-Châteaux som tillhör arrondissementet Nyons. År 2022 hade Saint-Restitut 1 450 invånare.

## Befolkningsutveckling
Antalet invånare i kommunen Saint-Restitut
Referens:INSEE